# 존 배리
존 배리(영어: John Barry, OBE, 1933년 11월 3일 ~ 2011년 1월 30일)는 영국의 영화 음악 작곡가, 지휘자이다. 영화 《007 제임스 본드》 시리즈의 작곡을 담당한 것으로 널리 알려져 있다. 작곡한 영화 음악으로 수차례 아카데미상, 그래미상을 받았다.
2011년 1월 30일 심근 경색으로 사망하였다.

## 주요 작품

### 007 시리즈
- 1962년 《007 살인번호》
- 1963년 《007 위기일발》
- 1964년 《007 골드핑거》
- 1965년 《007 썬더볼》
- 1967년 《007 두번 산다》
- 1969년 《007 여왕폐하 대작전》
- 1971년 《007 다이아몬드는 영원히》
- 1974년 《007 황금총을 가진 사나이》
- 1979년 《007 문레이커》
- 1983년 《007 옥토퍼시》
- 1985년 《007 뷰 투 어 킬》
- 1987년 《007 리빙 데이라이트》

### 기타 주요 작품
- 1966년 《야성의 엘자》 - 아카데미상(2개 부문) · 골든 글로브상 수상
- 1968년 《겨울의 라이온》 - 아카데미상 · 골든 글로브상 수상
- 1969년 《미드나잇 카우보이》 - 그래미상 수상
- 1971년 《비운의 여왕 메리》 - 아카데미상 · 골든 글로브상 후보
- 1974년 《도브》 - 골든 글로브상 후보
- 1976년 《킹콩》
- 1977년 《디프》 - 골든 글로브상 수상
- 1980년 《사랑의 은하수》- 골든 글로브상 후보
- 1985년 《아웃 오브 아프리카》 - 아카데미상 수상
- 1990년 《늑대와 춤을》 - 아카데미상 · 골든 글로브상 수상
- 1992년 《채플린》 - 아카데미상 · 골든 글로브상 후보

## 서훈
- 1999년 대영 제국 훈장 4등급(OBE) 수훈[1]